# Aegidius Albertinus
Aegidius Albertinus (Deventer, 1560 – Monaco di Baviera, 1620) è stato uno scrittore tedesco.

## Biografia
Fu l'iniziatore in Germania del romanzo picaresco, riscrivendo il Guzman de Alfarache (1615) di Aléman.
Fu tra i più significativi scrittori bavaresi dei suoi tempi.